# Enrico Pietromarchi
Enrico Pietromarchi (* 31. Mai 1934 in Rom; † 22. Dezember 2015) war ein italienischer Diplomat.

## Leben
Sein Studium der Rechtswissenschaft schloss Pietromarchi 1957 an der Universität Rom ab.
Im Jahr 1960 trat in den Auswärtigen Dienst ein, der ihn 1964 nach Saigon führte. Anschließende Stationen waren Paris und Ankara, wo er als Konsul tätig war. Von 1984 bis 1986 arbeitete Pietromarchi als Abteilungsleiter beim Nordatlantikrat in Brüssel. Nachdem er 1989 bei der Europäischen Kommission Stellvertreter des Ständigen Vertreters der Italienischen Regierung wurde, rückte er 1990 in das Amt des Ständigen Vertreters auf, das er bis 1993 innehatte. Ab September 1993 saß er dem Komitee zur Nachverhandlung des Vertrags von Osimo vor. Von Dezember 1993 bis 1994 leitete er die Abteilung Kultur. Es folgten Einsätze als Botschafter in Athen (1994 bis 1999) und in Sarajevo (1999 bis 2001).